# 趙美齡
趙美齡（1962年—），台灣歌仔戲女演員，行當為小生。現為國立臺灣戲曲學院歌仔戲學系講師，並曾演出多部電視劇及電影。

## 生平
趙美齡生於臺北，父親蔣武童、母親唐冰森、妹妹唐美雲都是歌仔戲名伶。趙美齡周歲時被「寶安歌劇團」前團長趙子壽收養，因此改姓趙。1976年，她開始學戲，並在「寶安歌劇團」首次演出正式角色。1977至1978年，她成為「葉麗珠歌劇團」的二路花旦。1979年，她進入「開發歌劇團」，並改變戲路，轉工生角。1980年，她參與了華視電視歌仔戲演出。1984年，趙美齡赴東南亞演出。返台後，她於「友聯歌劇團」擔任正生。趙美齡曾是新菊聲劇團、薪傳歌仔戲團、新明光劇團、葉麗珠二團與秀枝歌劇團等劇團的成員。1998年，她開始在國立臺灣戲曲學院執教，2008年，她獲得臺北市97年歌仔戲觀摩匯演最佳演員獎。
除了歌仔戲方面的成就，趙美齡在電影、電視劇方面亦有出色表現。2000年，她以電影《沙河悲歌》中的演出，獲得第三十七屆金馬獎最佳女配角獎及臺北電影節年度最佳配角獎，2005年她再以公共電視人生劇展《再看我一眼》奪得第四十屆電視金鐘獎單元劇女配角獎。近年她常接演大愛電視台的連續劇。

## 演出作品

### 歌仔戲
- 李十郎（中視小明明歌仔戲，1984）
- 嘉慶君遊台灣（華視李如麟歌仔戲，1985）
- 一見情（華視歌仔戲，1988）
- 義魄忠魂
- 潞安州
- 收竹枝
- 趙家堡
- 水萍怪影
- 親與仇（三立台灣台廟口歌仔戲，2000）
- 龍鳳情緣（唐美雲歌仔戲團，2000）
- 添燈記（唐美雲歌仔戲團，2002）
- 大漠胭脂（唐美雲歌仔戲團，2003）
- 人間盜（唐美雲歌仔戲團，2005）
- 金水橋畔（唐美雲歌仔戲團，2006）
- 紅梅閣（武童歌劇團，2008，台北龍山寺）
- 蝶谷殘夢（唐美雲歌仔戲團，2008，國家戲劇院）
- 牡丹風華（國立臺灣戲曲學院，2008，城市舞台）
- 宿怨浮生（唐美雲歌仔戲團，2009，國家戲劇院）
- 孟麗君（武童歌劇團，2009，台北龍山寺）
- 《陶侃賢母》（廖瓊枝歌仔戲文教基金會，2009，國家戲劇院、2010，衛武營藝術文化中心）
- 《蝴蝶之戀》（唐美雲歌仔戲團、廈門市歌仔戲團，2010，國家戲劇院）
- 蝴蝶之戀（唐美雲歌仔戲團、廈門市歌仔戲團，2010，高雄中正文化中心）
- 六度經──仁者無仇（唐美雲歌仔戲團，2010，城市舞台、2011，高雄中正文化中心）
- 大願千秋（唐美雲歌仔戲團，2011，國家戲劇院、2012，高雄中正文化中心）
- 菩提禪心之和尚賣石（大愛電視唐美雲歌仔戲，2012）
- 菩提禪心之金榜題名（大愛電視唐美雲歌仔戲，2013）

### 電影
- 沙河悲歌（2000）

### 電視劇
- 再看我一眼（2005，公視人生劇展）
- 情義月光（2010，大愛電視台）
- 回首留蘭香（2011，大愛電視台）
- 日照大地（2012，大愛電視台）
- 城市奏鳴曲（2012，大愛電視台）
- 愛的微光（2012，大愛電視台）
- 路長情更長 （2013，大愛電視台）
- 金門大國銘 （2015，大愛電視台）
- 蘇足 （2016，大愛電視台）
- 生命桃花源     (2017，大愛電視台)

## 外部連結
- 趙美齡在互联网电影资料库（IMDb）上的資料（英文）（英文）
- 趙美齡在香港影庫上的簡介
- 趙美齡在时光网上的簡介（简体中文）